# Geitoneura ella
Geitoneura ella är en fjärilsart som beskrevs av Arthur Sidney Olliff. Geitoneura ella ingår i släktet Geitoneura och familjen praktfjärilar. Inga underarter finns listade i Catalogue of Life.